# 1943 na ciência

## Eventos
- Oswald Avery mostra concludentemente que era o DNA e não as proteínas, que compunham material genético dos cromossomos.
- 30 de dezembro - Decreto-Lei 6.155, cria a Universidade Rural, que na época abrangia a Escola Superior de Agronomia e de Medicina Veterinária.

### Genética
- É conduzida a experiência de Luria-Delbrück.

## Nascimentos
| Data           | Nome                          | Profissão                           | Nacionalidade            | Observações | Ref         |
| -------------- | ----------------------------- | ----------------------------------- | ------------------------ | --- | ----------- |
| 31 de janeiro  | Pierre Ramond                 | físico                              | França / Estados Unidos  | |             |
| 9 de março     | Jef Raskin                    | cientista de computação             | Estados Unidos           | m. 2005 |             |
| 19 de março    | Mario Molina                  | químico                             | México                   | Nobel da Química 1995 | [ 1 ]       |
| 6 de junho     | Richard Smalley               | químico                             | Estados Unidos           | m. 2005 Nobel da Química 1996 | [ 1 ]       |
| 23 de junho    | Vint Cerf                     | matemático e informático            | Estados Unidos           | |             |
| 28 de junho    | Klaus von Klitzing            | físico                              | Alemanha                 | Nobel da Física 1985 | [ 2 ]       |
| 16 de julho    | Manuela Carneiro da Cunha     | antropóloga                         | Portugal / Brasil        | |             |
| 14 de agosto   | Imre Simon                    | cientista de computação             | Brasil                   | m. 2009 |             |
| 22 de agosto   | Elmo da Silva Amador          | geógrafo e pesquisador              | Brasil                   | |             |
| 31 de agosto   | António de Vasconcelos Xavier | cientista                           | Portugal                 | m. 2006 |             |
| 19 de setembro | Sebastião Formosinho          | químico                             | Portugal                 | Prémio Artur Malheiros 1972 Prémio Ferreira da Silva 1984 Prémio Aboim Sande Lemos 1997 Prémio Gulbenkian para Ciências Básicas 1994 | [ 3 ]       |
| 30 de setembro | Johann Deisenhofer            | químico                             | Alemanha                 | Nobel da Química 1988 | [ 1 ]       |
| 16 de outubro  | Roland Levinsky               | cientista e professor universitário | Reino Unido              | m. 2007 |             |
| 7 de novembro  | Michael Spence                | economista                          | Estados Unidos           | |             |
| 23 de dezembro | Butler Lampson                | cientista de computação             | Estados Unidos           | Prémio Turing 1992 | [ 4 ]       |
| 23 de dezembro | Mikhael Leonidovich Gromov    | matemático                          | União Soviética / França | Medalha Lobachevsky 1997 Prémio Abel 2009 Prémio Kyoto 2002 Prémio Leroy P. Steele 1997                                              |             |
| 31 de dezembro | Howard Gardner                | psicólogo                           | Estados Unidos           | |             |
| ??             | Richard Hamilton              | matemático                          | Estados Unidos           | Prémio Clay Research Award Prémio Leroy P. Steele 2009                                                                               | [ 5 ] [ 6 ] |
| ??             | Ken Thompson                  | cientista de computação             | Estados Unidos           | Prémio Turing 1983 | [ 4 ]       |
| ??             | Angela Kepler                 | naturalista                         | Nova Zelândia            | |             |

## Mortes
| Data            | Nome                     | Profissão                                       | Nacionalidade                              | Observações                                           | Ref          |
| --------------- | ------------------------ | ----------------------------------------------- | ------------------------------------------ | ----------------------------------------------------- | ------------ |
| 4 de janeiro    | Ernesto Ferreira         | padre católico, etnógrafo e naturalista         | Reino Unido de Portugal, Brasil e Algarves | n. 1880                                               |              |
| 5 de janeiro    | George Washington Carver | botânico, inventor, cientista e agrónomo        | Estados Unidos                             | n. 1864 ou 1865                                       |              |
| 7 de janeiro    | Nikola Tesla             | inventor                                        | Áustria-Hungria                            | n. 1856 Medalha Edison IEEE 1916                      | [ 7 ]        |
| 9 de janeiro    | Anathon Aall             | filósofo                                        | Noruega                                    | n. 1867                                               |              |
| 13 de janeiro   | C. Tate Regan            | ictiólogo                                       | Reino Unido da Grã-Bretanha e Irlanda      | n. 1878                                               |              |
| 21 de janeiro   | Aimo Kaarlo Cajander     | botânico e político                             | Finlândia                                  | n. 1879                                               |              |
| 14 de fevereiro | David Hilbert            | matemático                                      | Alemanha                                   | n. 1862 Medalha Lobachevsky 1903 Prémio Poncelet 1903 | [ 8 ]        |
| 1 de março      | Alexandre Yersin         | bacteriologista, descobridor do bacilo da peste | Suíça                                      | n. 1863                                               |              |
| 6 de junho      | Guido Fubini             | matemático                                      | Itália                                     | n. 1879                                               |              |
| 22 de julho     | William Fogg Osgood      | matemático                                      | Estados Unidos                             | n. 1864                                               |              |
| 24 de julho     | Gerard Jacob De Geer     | geólogo                                         | Suécia                                     | n. 1858 Medalha Wollaston 1920                        | [ 9 ]        |
| 9 de outubro    | Emílio Henrique Baumgart | engenheiro                                      | Brasil                                     | n. 1889                                               |              |
| 9 de outubro    | Pieter Zeeman            | físico                                          | Países Baixos                              | n. 1865 Nobel da Física 1922 Medalha Rumford 1922     | [ 2 ] [ 10 ] |
| 22 de dezembro  | Henri Abraham            | professor e físico                              | França                                     | n. 1868                                               |              |
| ??              | Juliusz Schauder         | matemático                                      | Polónia                                    | n. 1899                                               |              |
| ??              | Josef Schreier           | matemático                                      | Polónia                                    | n. 1909                                               |              |

## Prémios

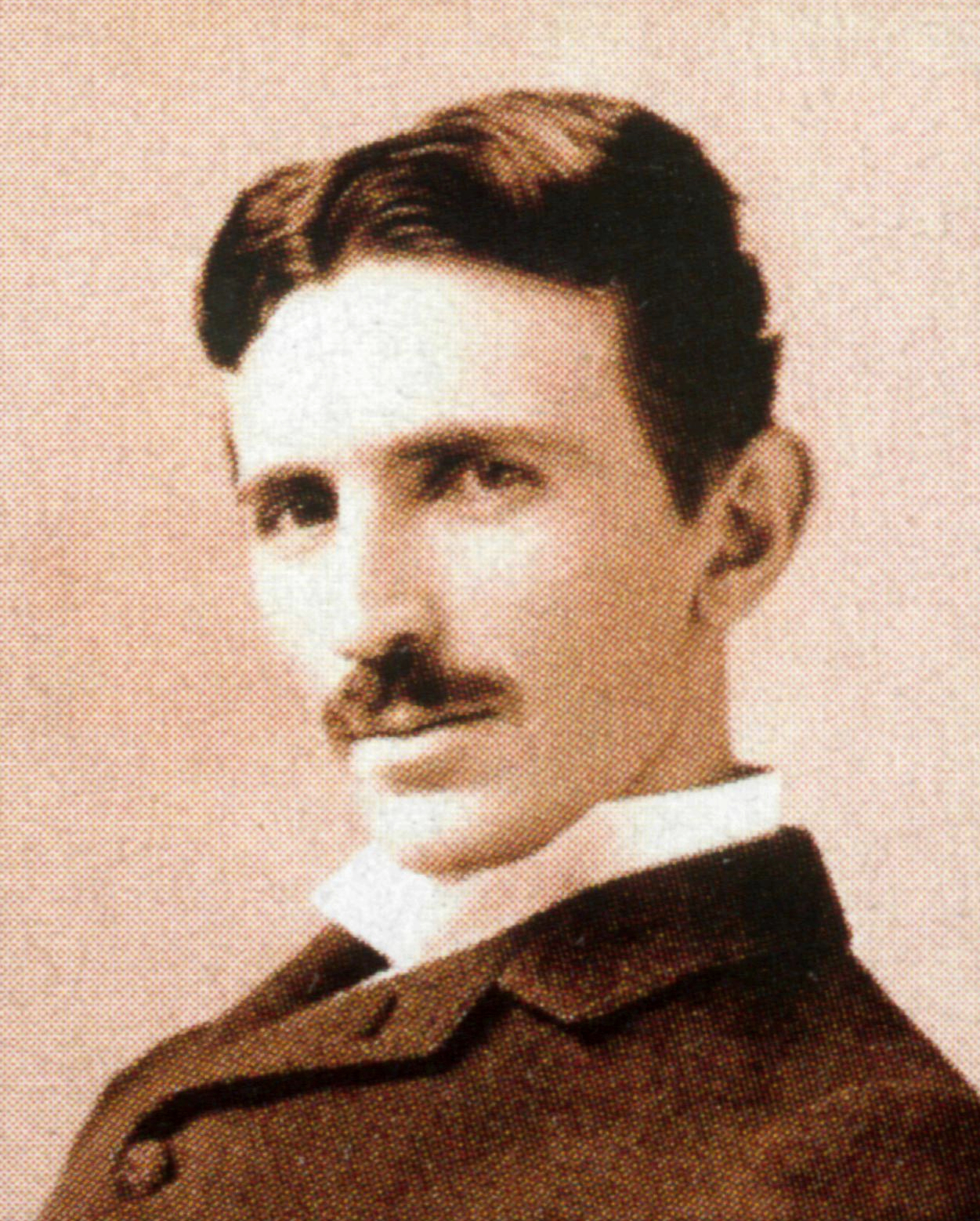
Nikola Tesla
(1856 - 1943)

### Medalha Bigsby
- George Martin Lees[11]

### Medalha Copley
- Joseph Barcroft[12]

### Medalha Davy
- Ian Morris Heilbron[13]

### Medalha Edison IEEE
- Vannevar Bush[7]

### Medalha Hughes
- Marcus Oliphant[14]

### Medalha Real
- Edward Battersby Bailey[15] e Harold Spencer Jones[15]

### Prémio Nobel
- Física - Otto Stern[2]
- Química - George de Hevesy[1]
- Medicina - Henrik Dam[16], Edward Adelbert Doisy[16], Gerhard Domagk[16].